# 琼·弗格森
琼·弗格森（英語：June Ferguson，1928年3月14日—2004年12月3日），旧姓马斯顿（Maston），澳大利亚女子田径运动员。她曾代表澳大利亚参加1948年夏季奥林匹克运动会田径比赛，获得女子4×100米接力银牌。